# Prix Sigmund-Freud pour la prose scientifique
Pour les articles homonymes, voir Prix Sigmund Freud.

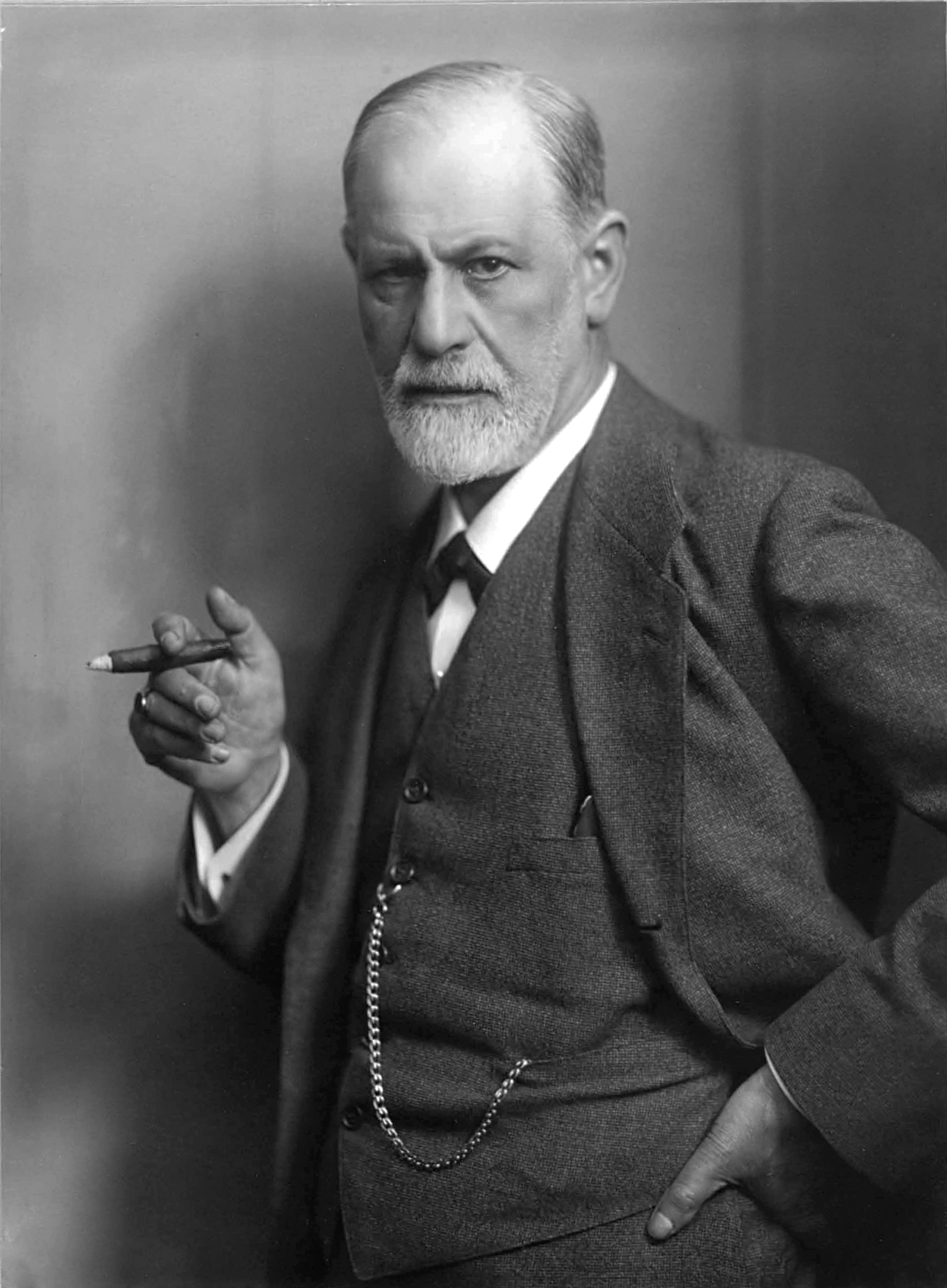
Portrait photographique de Sigmund Freud, signé par le modèle.

Le prix Sigmund-Freud pour la prose scientifique (ou prix Sigmund Freud de la Deutsche Akademie für Sprache und Dichtung) est une distinction décernée chaque automne par l'Académie allemande pour la langue orale et écrite en référence au célèbre fondateur de la psychanalyse, Sigmund Freud dont la prose a contribué à la diffusion de sa théorie auprès du grand public.
Le prix est doté d'une récompense de 20 000 euros.

## Récipiendaires
- 2018 : Wolfgang Kemp (de), historien de l'art
- 2017 : Barbara Stollberg-Rilinger, historien
- 2016 : Jan Assmann, égyptologue
- 2015 : Peter Eisenberg, linguiste
- 2014 : Jürgen Osterhammel (en), historien
- 2013 : Angelika Neuwirth, arabisant
- 2012 : Ernst-Wolfgang Böckenförde, juriste
- 2011 : Arnold Esch (de), historien
- 2010 : Luca Giuliani (en), archéologue
- 2009 : Julia Voss (en), journaliste et historienne de l'art
- 2008 : Michael Hagner (de), médecin et historien des sciences
- 2007 : Josef H. Reichholf, zoologiste, écologue
- 2006 : Johannes Fried (en), historien
- 2005 : Peter Sloterdijk, philosophe
- 2004 : Karl Schlögel, historien
- 2003 : Walter Burkert, philologue
- 2002 : Klaus Heinrich, philosophe
- 2001 : Horst Bredekamp, historien de l'art
- 2000 : Kurt Flasch, philosophe
- 1999 : Reinhart Koselleck, historien
- 1998 : Ilse Grubrich-Simitis (en), psychanalyste
- 1997 : Paul Parin, ethno-psychanalyste
- 1996 : Peter Wapnewski (de), médiéviste
- 1995 : Gustav Seibt (de), historien
- 1994 : Peter Gülke, musicologue
- 1993 : Norbert Miller (de), historien de l'art et de la littérature
- 1992 : Günther Anders, philosophe
- 1991 : Werner Hofmann, historien de l'art
- 1990 : Walther Killy, spécialiste de la littérature
- 1989 : Ralf Dahrendorf, expert en sciences politiques
- 1988 : Carl Friedrich von Weizsäcker, scientifique
- 1987 : Gerhard Ebeling, théologien
- 1986 : Hartmut von Hentig (de), pédagogue
- 1985 : Hermann Heimpel, historien
- 1984 : Odo Marquard, philosophe
- 1983 : Peter Graf von Kielmansegg (de), politologue
- 1982 : Arno Borst (de), historien
- 1981 : Kurt von Fritz, philologue
- 1980 : Hans Blumenberg, philosophe
- 1979 : Hans-Georg Gadamer, philosophe
- 1978 : Siegfried Melchinger (de), historien du théâtre
- 1977 : Harald Weinrich, romaniste
- 1976 : Jürgen Habermas, philosophe
- 1975 : Ernst Bloch, philosophe
- 1974 : Günter Busch (de), historien de l'art
- 1973 : Karl Rahner, théologien
- 1972 : Erik Wolf, juriste
- 1971 : Werner Kraft (de), historien de la littérature
- 1970 : Werner Heisenberg, physicien
- 1969 : Bruno Snell (de), philologue
- 1968 : Karl Barth, théologien
- 1967 : Hannah Arendt, philosophe
- 1966 : Emil Staiger (de), germaniste
- 1965 : Adolf Portmann, zoologiste
- 1964 : Hugo Friedrich, romaniste